# Mistrzostwa Świata Juniorów w Łucznictwie 2015
14. Mistrzostwa Świata Juniorów w Łucznictwie odbyły się w dniach 8 – 14 lipca 2015 roku w Yankton w USA. W zawodach wzięli udział juniorzy do 20 roku życia oraz kadeci do 17 roku życia, strzelający z łuków klasycznych i bloczkowych.

## Reprezentacja Polski juniorów

### łuk klasyczny
- Kacper Bizoń
- Karolina Farasiewicz
- Kasper Helbin
- Adam Jurzak
- Magdalena Śmiałkowska
- Sylwia Zyzańska

## Reprezentacja Polski kadetów

### łuk klasyczny
- Dariusz Biela
- Gloria Juszczuk
- Kamila Napłoszek
- Szymon Rabski
- Piotr Starzycki
- Anna Tobolewska

## Medaliści

### Juniorzy

#### Strzelanie z łuku klasycznego
| Konkurencja:           | Złoto:                                                             | Srebro:                                                             | Brąz:                                                          |
| indywidualnie kobiet   | Peng Chia-Mao                                                      | Mackenzie Brown                                                     | Tuyana Daszidorżiewa                                           |
| indywidualnie mężczyzn | Min Byeong-yeon                                                    | Collin Klimitchek                                                   | Lee Woo-seok                                                   |
| drużynowo kobiet       | Korea Południowa · Lee Eun-gyeong · Kim Chae-yun · Kim Mi-jeon     | Meksyk · Karla Hinojosa · Rebeca Marquez · Laura Jaquelin Sosa      | Chińskie Tajpej · Peng Chia-mao · Wu Chia-hung · Chang Hsin-yi |
| drużynowo mężczyzn     | Korea Południowa · Lee Woo-seok · Lee Seung-shin · Min Byeong-yeon | Stany Zjednoczone · Collin Klimitchek · Zach Garrett · Caleb Miller | Japonia · Muto Hiroki · Sugio Tomoki · Ohi Kazuki              |
| mikst                  | Korea Południowa · Lee Woo-seok · Lee Eun-gyeong                   | Chińskie Tajpej · Chen Hsin-fu · Peng Chia-mao                      | Francja · Thomas Koenig · Sophie Planeix                       |

#### Strzelanie z łuku bloczkowego
| Konkurencja:           | Złoto:                                                               | Srebro:                                                       | Brąz:                                                  |
| indywidualnie kobiet   | Tanja Jensen                                                         | Sarah Sönnichsen                                              | Mariya Shkolna                                         |
| indywidualnie mężczyzn | Stephan Hansen                                                       | David Houser                                                  | Domagoj Buden                                          |
| drużynowo kobiet       | Stany Zjednoczone · Danielle Reynolds · Paige Pearce · Emily Fischer | Kolumbia · Sara Lopez · Nora Valdez · Paula Roman             | Turcja · Yeşim Bostan · Dilara Sevindik · Evrim Sağlam |
| drużynowo mężczyzn     | Turcja · Barış Tandoğan · Samet Can Yakalı · Furkan Dernekli         | Stany Zjednoczone · Chris Bee · Steven Manfull · David Houser | Włochy · Manuel Festi · Simone Baradel · Viviano Mior  |
| mikst                  | Kolumbia · Camilo Andres Cardona · Sara Lopez                        | Dania · Stephan Hansen · Tanja Jensen                         | Stany Zjednoczone · Chris Bee · Danielle Reynolds      |

### Kadeci

#### Strzelanie z łuku klasycznego
| Konkurencja:           | Złoto:                                                            | Srebro:                                                            | Brąz:                                                                                               |
| indywidualnie kobiet   | Hyeong Yea-jin                                                    | Sim Hyeon-seung                                                    | Eliana Claps                                                                                        |
| indywidualnie mężczyzn | Marcus Vinicius D'Almeida                                         | Jan van Tongeren                                                   | Lee Seung-jun                                                                                       |
| drużynowo kobiet       | Korea Południowa · Sim Hyeon-seung · Hyeong Yea-jin · Lee Gah-yun | Turcja · Yasemin Anagöz · Aybüke Gümrükçü · Gülnaz Büşranur Coşkun | Chińskie Tajpej · Yeh Hsiu-ting · Chang Hsin-yu · Tsai Yu-ting                                      |
| drużynowo mężczyzn     | Korea Południowa · Lee Seung-jun · An Hyo-jin · Lee Woo-ju        | Stany Zjednoczone · Ryan Oliver · Kim Geunwoo · Kim Minsoo         | Brazylia · Marcus Vinicius D'Almeida · Jhonata Brasil Lopes Dos Reis · Marcelo da Silva Costa Filho |
| mikst                  | Korea Południowa · Lee Seung-jun · Sim Hyeon-seung                | Chiny · Fang Zhengmin · Li Xinxin                                  | Stany Zjednoczone · Ryan Oliver · Eliana Claps                                                      |

#### Strzelanie z łuku bloczkowego
| Konkurencja:           | Złoto:                                                            | Srebro:                                                                              | Brąz:                                                            |
| indywidualnie kobiet   | Fatimah Almashhadani                                              | Evelien Groeneveld                                                                   | Dahlia Crook                                                     |
| indywidualnie mężczyzn | Viktor Orosz                                                      | Serdar Bortay Maraş                                                                  | James Howse                                                      |
| drużynowo kobiet       | Stany Zjednoczone · Dahlia Crook · Cassidy Cox · Breanna Theodore | Meksyk · Maria Fernanda Garza Espinosa · Esmeralda Sanchez · Carolina Estrada Castro | Australia · Madeline McSwain · Madeleine Salvestro · Niamh Jones |
| drużynowo mężczyzn     | Stany Zjednoczone · Dane Johnson · Daniel O'Connor · Cole Feterl  | Wielka Brytania · James Howse · Luke Ralls · Adam Carpenter                          | Turcja · Mert Garip · Serdar Bortay Maraş · Emre Erkuş           |
| mikst                  | Meksyk · Cecilio E. Quevedo · Maria Fernanda Garza Espinosa       | Stany Zjednoczone · Dane Johnson · Dahlia Crook                                      | Wielka Brytania · James Howse · Lucy Mason                       |

## Klasyfikacja medalowa

### Juniorzy
| Lp. | Państwo           | Złoto | Srebro | Brąz | Razem |
| 1.  | Korea Południowa  | 4     | 0      | 1    | 5     |
| 2.  | Dania             | 2     | 2      | 0    | 4     |
| 3.  | Stany Zjednoczone | 1     | 5      | 1    | 7     |
| 4.  | Chińskie Tajpej   | 1     | 1      | 1    | 3     |
| 5.  | Kolumbia          | 1     | 1      | 0    | 2     |
| 6.  | Turcja            | 1     | 0      | 1    | 2     |
| 7.  | Meksyk            | 0     | 1      | 0    | 1     |
| 8.  | Chorwacja         | 0     | 0      | 1    | 1     |
| 8.  | Francja           | 0     | 0      | 1    | 1     |
| 8.  | Japonia           | 0     | 0      | 1    | 1     |
| 8.  | Rosja             | 0     | 0      | 1    | 1     |
| 8.  | Ukraina           | 0     | 0      | 1    | 1     |
| 8.  | Włochy            | 0     | 0      | 1    | 1     |

### Kadeci
| Lp. | Państwo           | Złoto | Srebro | Brąz | Razem |
| 1.  | Korea Południowa  | 4     | 1      | 1    | 6     |
| 2.  | Stany Zjednoczone | 2     | 2      | 3    | 7     |
| 3.  | Meksyk            | 1     | 1      | 0    | 2     |
| 4.  | Brazylia          | 1     | 0      | 1    | 2     |
| 5.  | Irak              | 1     | 0      | 0    | 1     |
| 5.  | Węgry             | 1     | 0      | 0    | 1     |
| 7.  | Turcja            | 0     | 2      | 1    | 3     |
| 8.  | Holandia          | 0     | 2      | 0    | 2     |
| 9.  | Wielka Brytania   | 0     | 1      | 2    | 3     |
| 10. | Chiny             | 0     | 1      | 0    | 1     |
| 11. | Australia         | 0     | 0      | 1    | 1     |
| 11. | Chińskie Tajpej   | 0     | 0      | 1    | 1     |